# 月讀女僕咖啡
月讀女僕咖啡（ツクヨミメイドカフェ）は、2005年に中華民国高雄市で創業された、現存する台湾最古のメイド喫茶。台湾に7店舗、日本の秋葉原に1店舗を構える。同グループは猫耳火鍋店、同人印刷業、ライブアイドルマネジメントなど、ACG文化に関連するさまざまな事業を展開する。

## 沿革

台北西門店のウェルカムボード

月讀女僕咖啡は、高雄出身の台湾人男性、鄭傑中（てい けっちゅう）により創業されたメイド喫茶。
鄭は大学生のとき日本へ留学し、アニメや漫画、コスプレ等のACG文化に深い薫陶を受けた。卒業後に2年間の兵役を経て、台湾のアーケードゲーム会社に勤めるとともに、台湾の同人誌即売会である「コミックワールド台湾」「Fancy Frontier 開拓動漫祭」にサークル出展し、メイド喫茶文化を分析する同人誌を頒布し続けるなどしていた。鄭は台湾人のメイド喫茶への関心を感じ取り、Fancy Frontierの企業ブースを借りて一日限定のメイド喫茶を運営すると大きな反響があり、高雄市にメイド喫茶の一号店を出店することにした。
鄭によると、アニメや漫画が好きなメイドや客など同好の士と出会い、気軽に交流できる場をつくるということが「月讀女僕咖啡」の大きなテーマであった。鄭は自らレンガや木材を運び壁を塗り、13坪の店舗を3ヶ月かけて作成した。限られた資金で貴族的な装飾スタイルを作り上げるため、家具や建材の一つ一つにまで自ら気を配り、内装、設計、導線、そして店内の調度品に至るまで、来客にどのような空間を提供できるか考え、試行錯誤を重ねて完成させた。
南華大学の研究によると、台湾最古のメイド喫茶は台北市の咖啡安妮莓(Coffee Animaid、2004.7～2004.11)であり、次いで2006年の4月に開業した月讀女僕咖啡は、南台湾最古のメイド喫茶。メイド喫茶愛好家の吳忠霖は、台湾のメイド喫茶文化の初期段階では店舗の数が少なく、月讀に次いで2006年に台北に開業したFatimaidと合わせて、「北Fati南月讀」の2店のカフェが台湾のメイド文化を代表していたとしている。
1号店が店舗を構えた高雄市三民区の長明街は、秋葉原の電気街や大阪の日本橋のような、高雄のサブカルチャー発信地でもある。当時の高雄は台湾第二の都市として「台北に負けるな」と新しいことに精力的に取り組んでおり、その中にはアニメやサブカルも含まれていた。

### 店内
月讀女僕咖啡の内装は、古典的な癒し系を基本として、アニメや漫画に関連する装飾が施されている。鄭はヨーロッパの街並みにある静かな喫茶店にいるような体験をしてもらいたいとしている。
メニューは日本の丼物など、日本を感じられるメニューが用意され、初心者セットには「日式炒麵（焼きそば）」または「炒麵麵包（焼きそばパン）」 が含まれる。台湾のメイド喫茶に訪れる多くの人にとって、焼きそばがなじみの料理であるという。メイドは料理に 「おいしくな～れ」「萌え萌えキュン！」の魔法をかけてくれる。メイドは客のためにオムライスや飲み物に指定された模様を描き、客と一緒に呪文を唱えて料理に魔法をかける。

## イベント

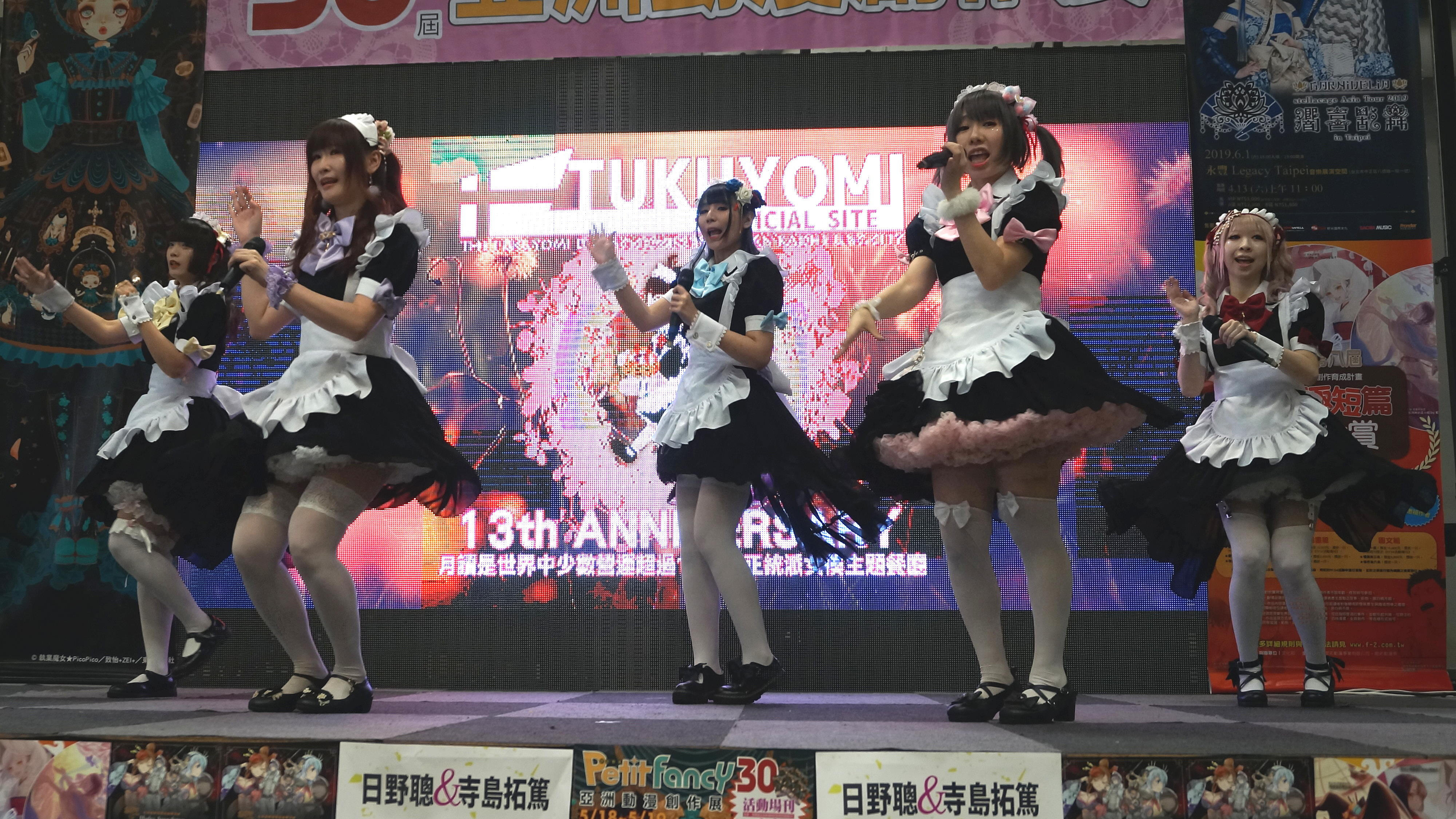
同人イベントで歌う月讀女僕咖啡のメイド(2019)

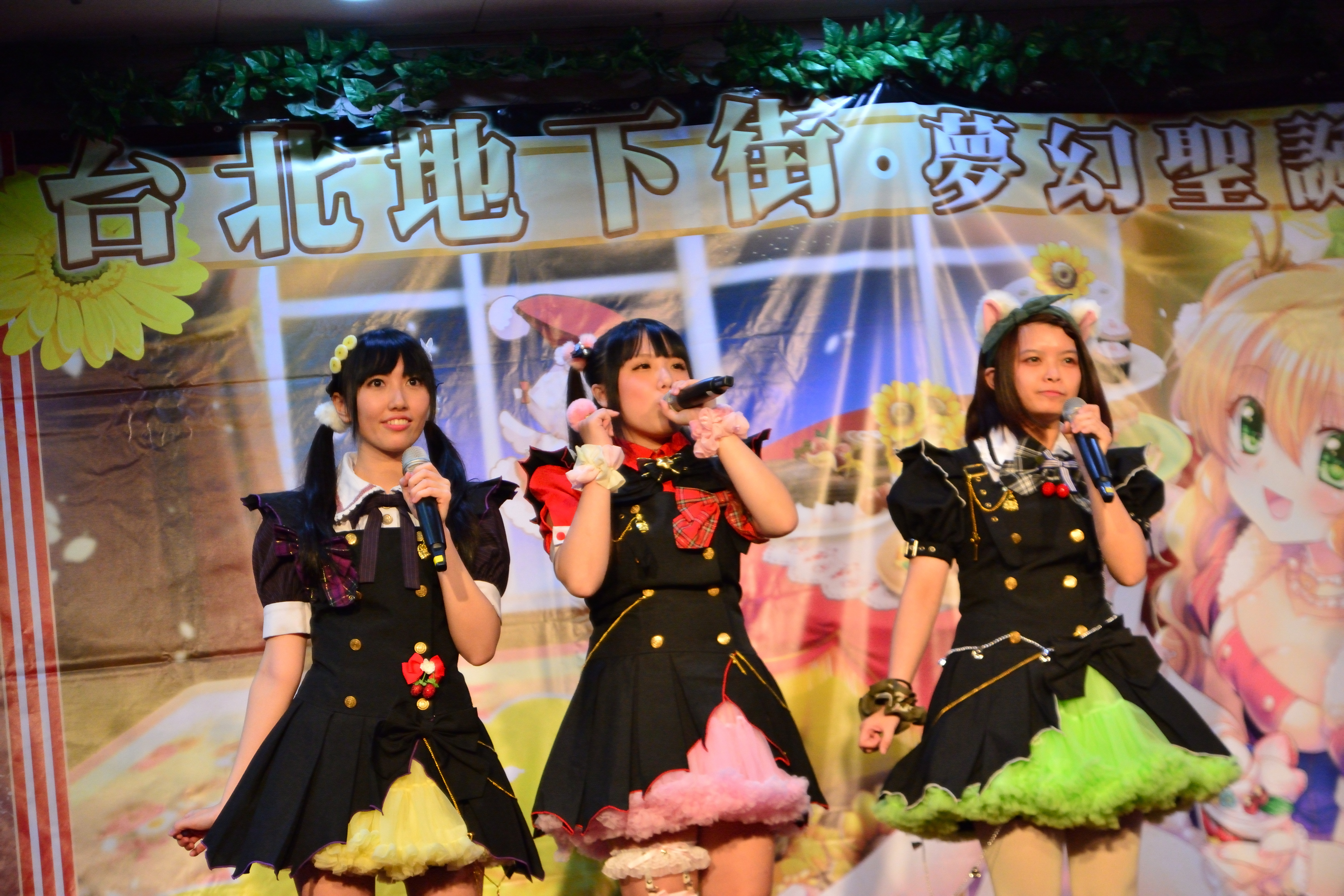
ツクヨミアイドルプロジェクト、台北地下街のクリスマスのステージ(2016)

月讀女僕咖啡は「異業種コラボ＆サブカル統合カンパニー」を掲げており、イベントや異業種とのコラボレーションを行っている。

### コラボレーション
月讀女僕咖啡はオンラインゲームのブルーアーカイブやエルソード、台湾のバーチャルYouTuber事務所であるNKshoujoやSquareLiveなどとのコラボレーションイベントを開催している。

### 一日店長
2022年7月、高雄市議員の美人議員として知られる黄捷が一日店長を務めた。黄がFacebookで一日店長を務めることを公表すると、三十分足らずで予約が埋まり、予約の取れないファンから100件以上の電話の問い合わせがあった。黄は事前にケチャップのお絵描きなどを練習し、当日はメイド服を着て「おいしくな～れ」「萌え萌え～キュン」を行うなどして接客した。後日、黄は人生初のツインテールが恥ずかしかったとしながらも、高雄のACG文化の発信を議会として推進していくと伝えた。

### ライブアイドルマネジメント
月讀女僕偶像計畫(ツクヨミアイドルプロジェクト)として、メイド店員の同人イベントなどへのステージ出演を行っている。

## 事業一覧
月讀女僕咖啡および月讀館(ツクヨミホールディングス)は、ACG文化に関連する複数の事業に展開している。

### 飲食店
- 月讀女僕咖啡　台北西門店
- 月讀女僕咖啡　台北車站店
- 月讀女僕咖啡　台中車站店
- 月讀女僕咖啡　高雄建國本店
- 月讀女僕咖啡　高雄電気街二館
- 月讀女僕咖啡　台南店
- 萌鍋貓又 - 猫耳の女中が給仕する火鍋店[23][5]。
- ツクヨミメイドカフェ　秋葉原店（後述）

### その他
- 月讀館同人印刷商社 - 同人誌、アクリルスタンド、Tシャツなどのグッズ制作を手掛ける製作所[24][25]。

- 月讀館貝洛音樂中心 - 台北市中正区の音楽スタジオ。モーションキャプチャなどの設備がある[26]。

### 画像

ビル入口の看板
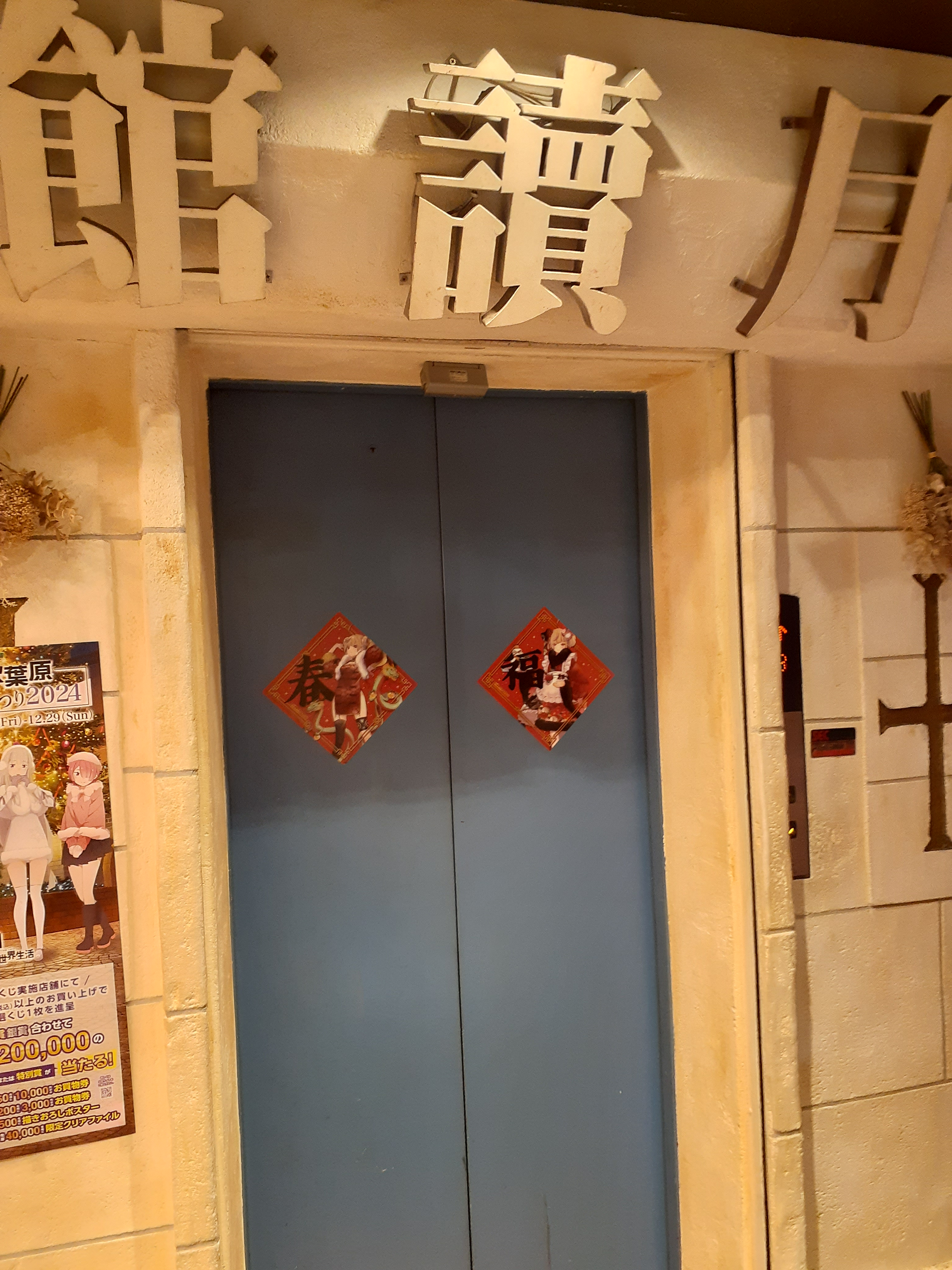
エレベータ前
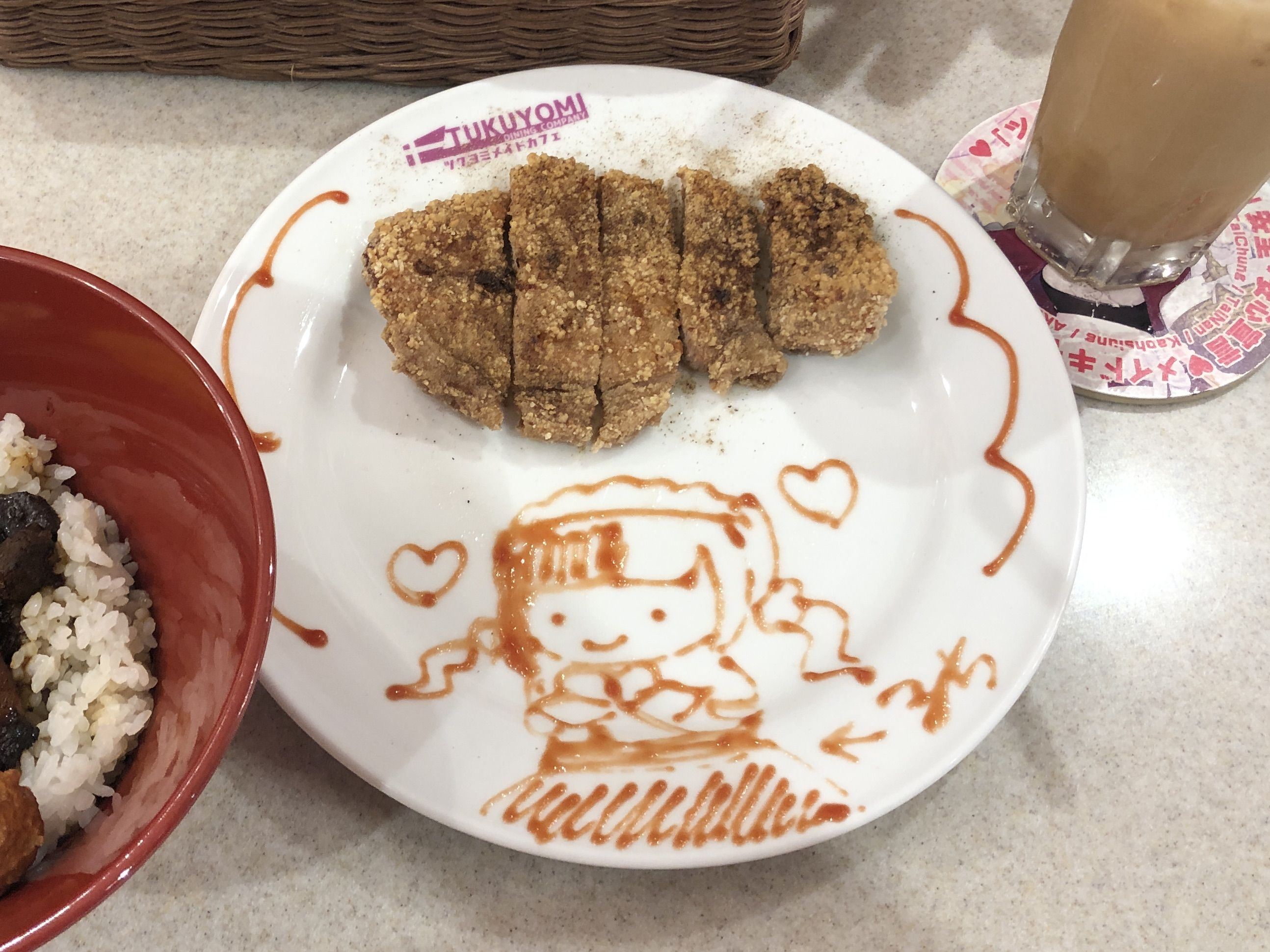
排骨
皮蛋豆腐

建国本店
台北店
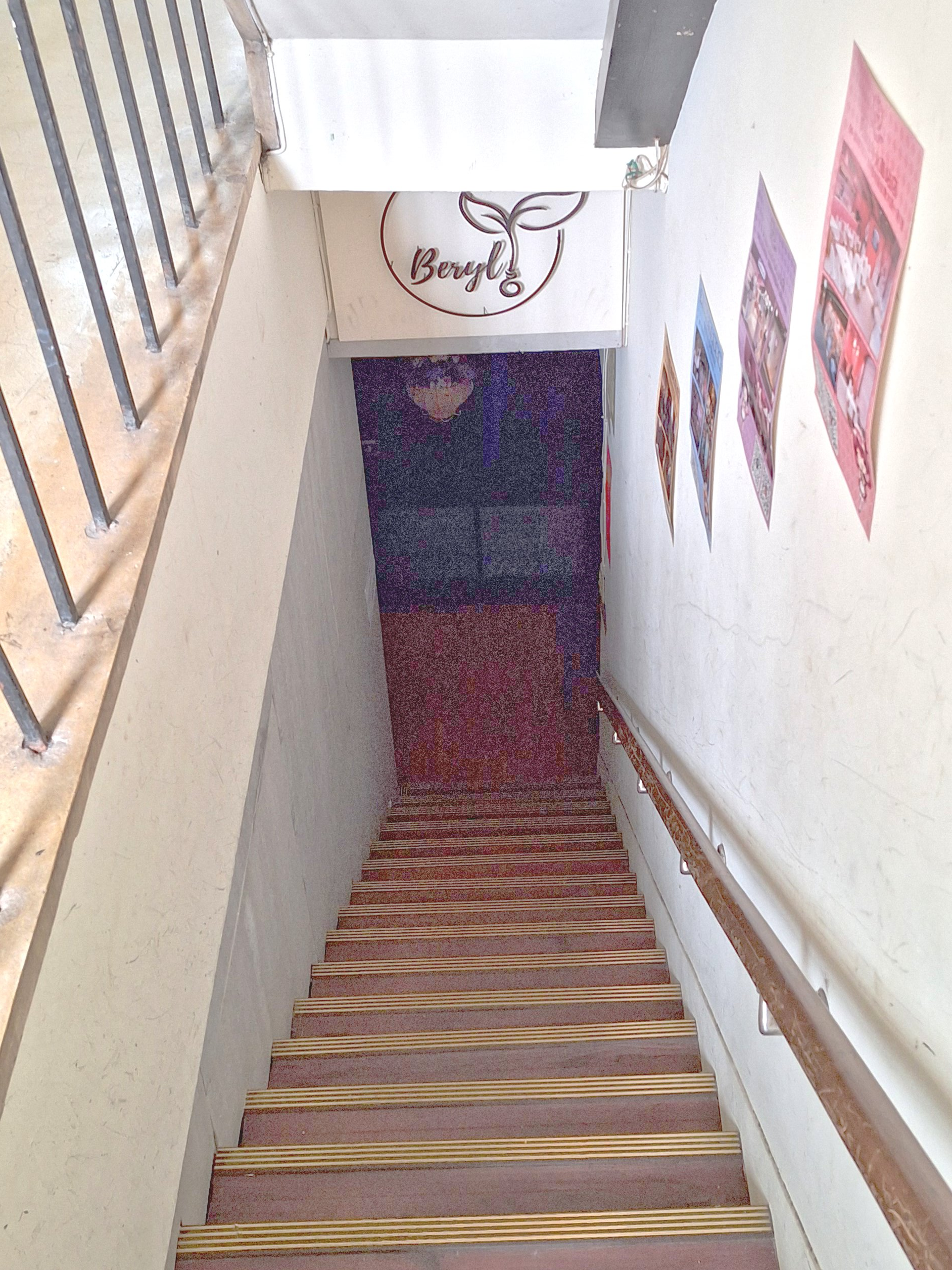
貝洛音楽中心
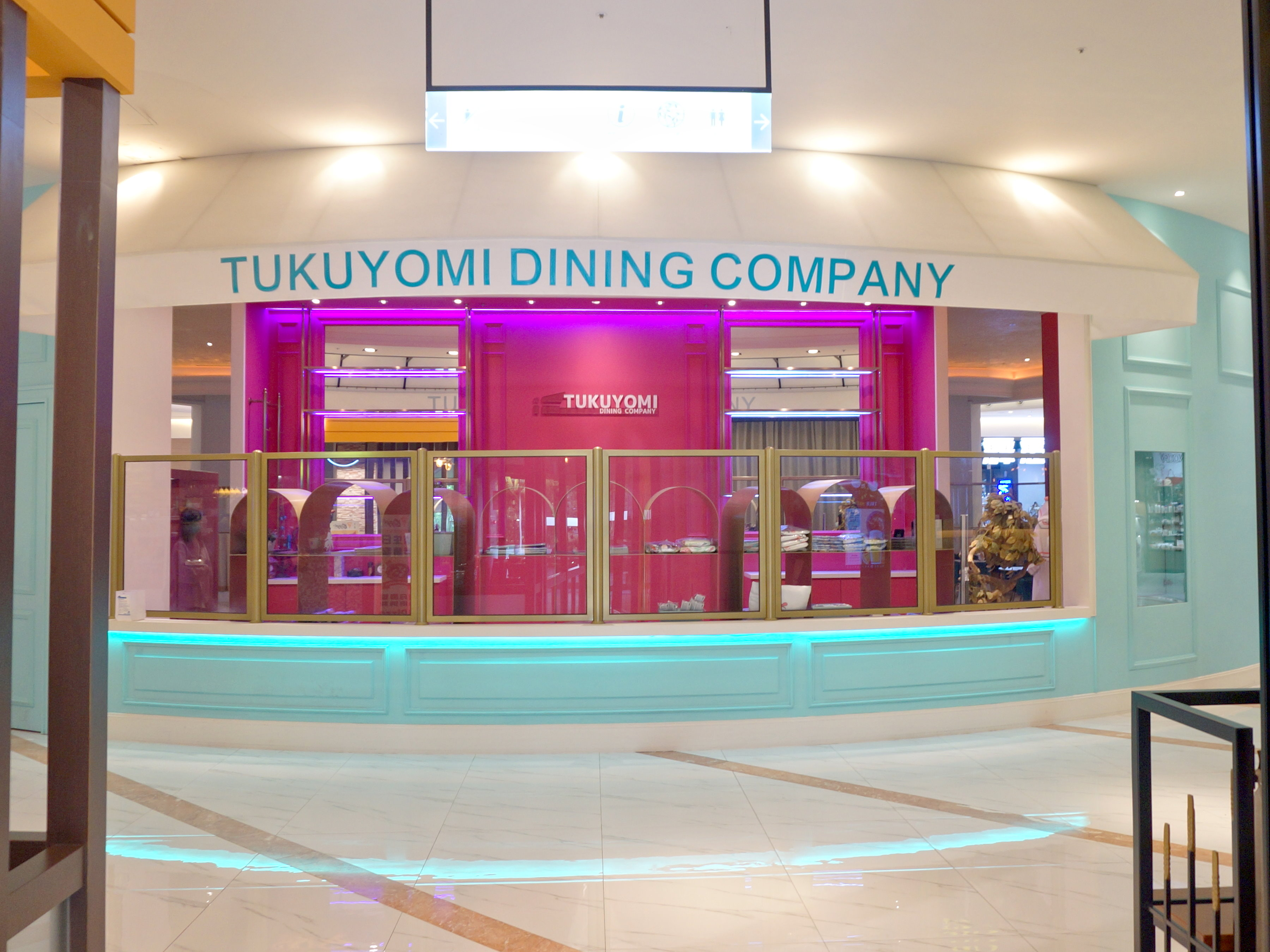
台北ATT店
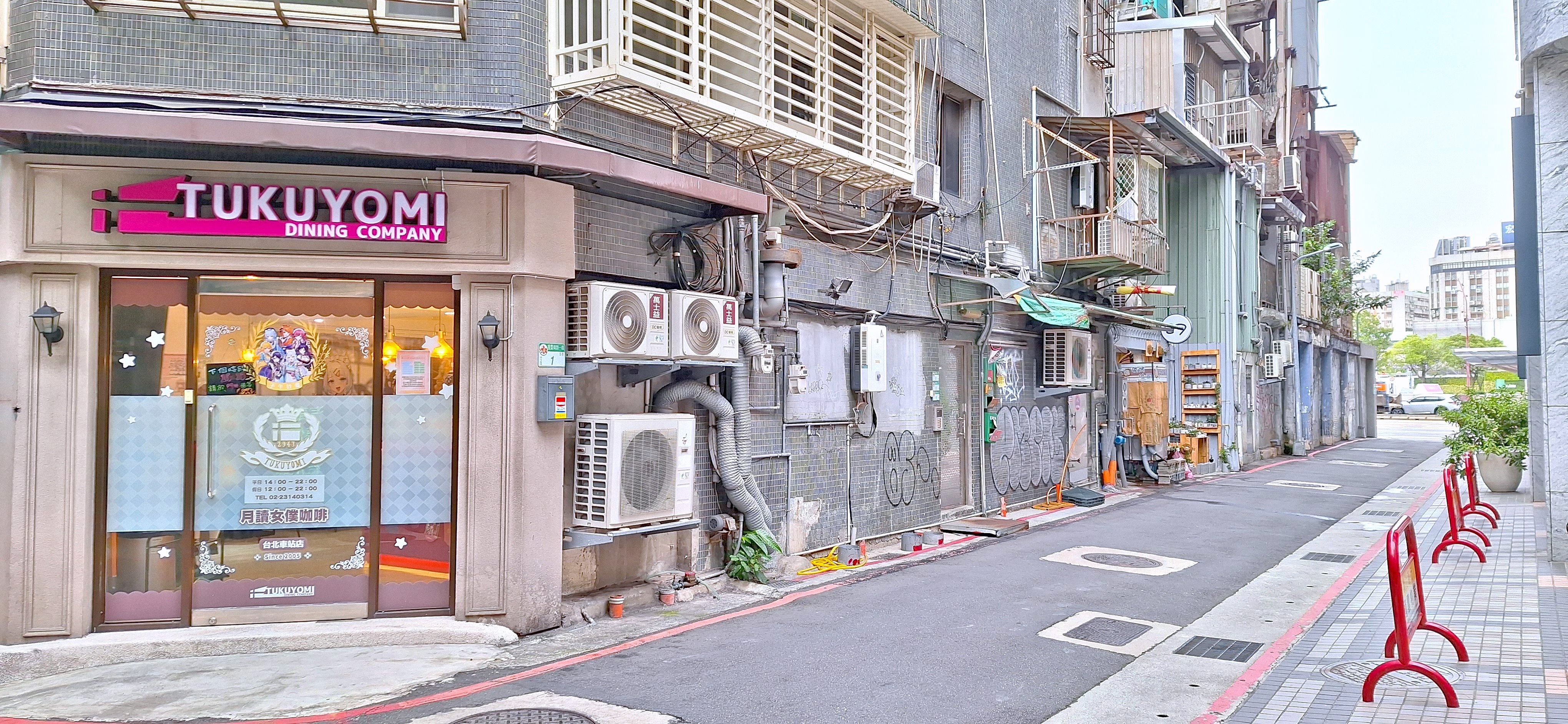
台北駅店
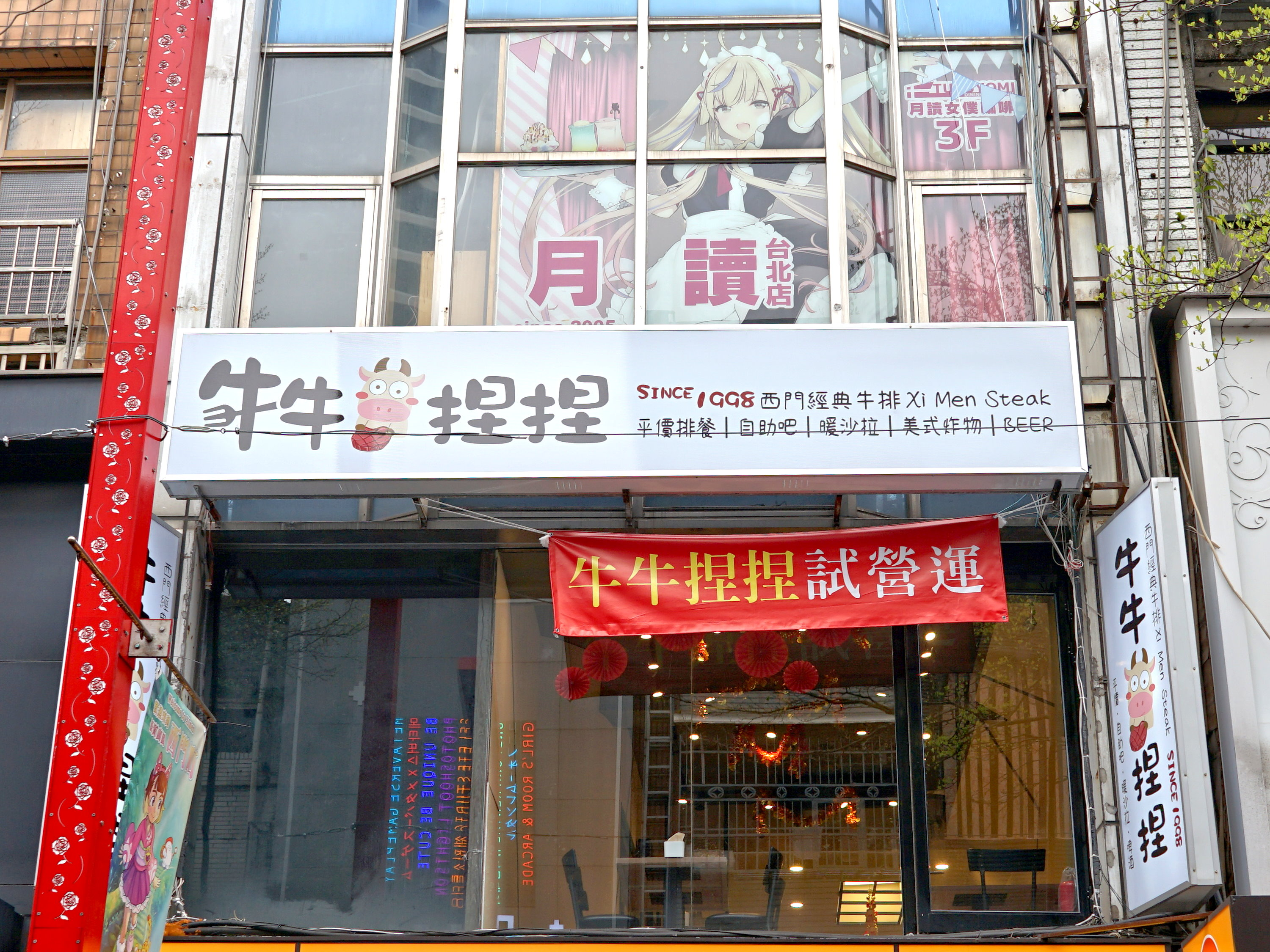
台北西門店
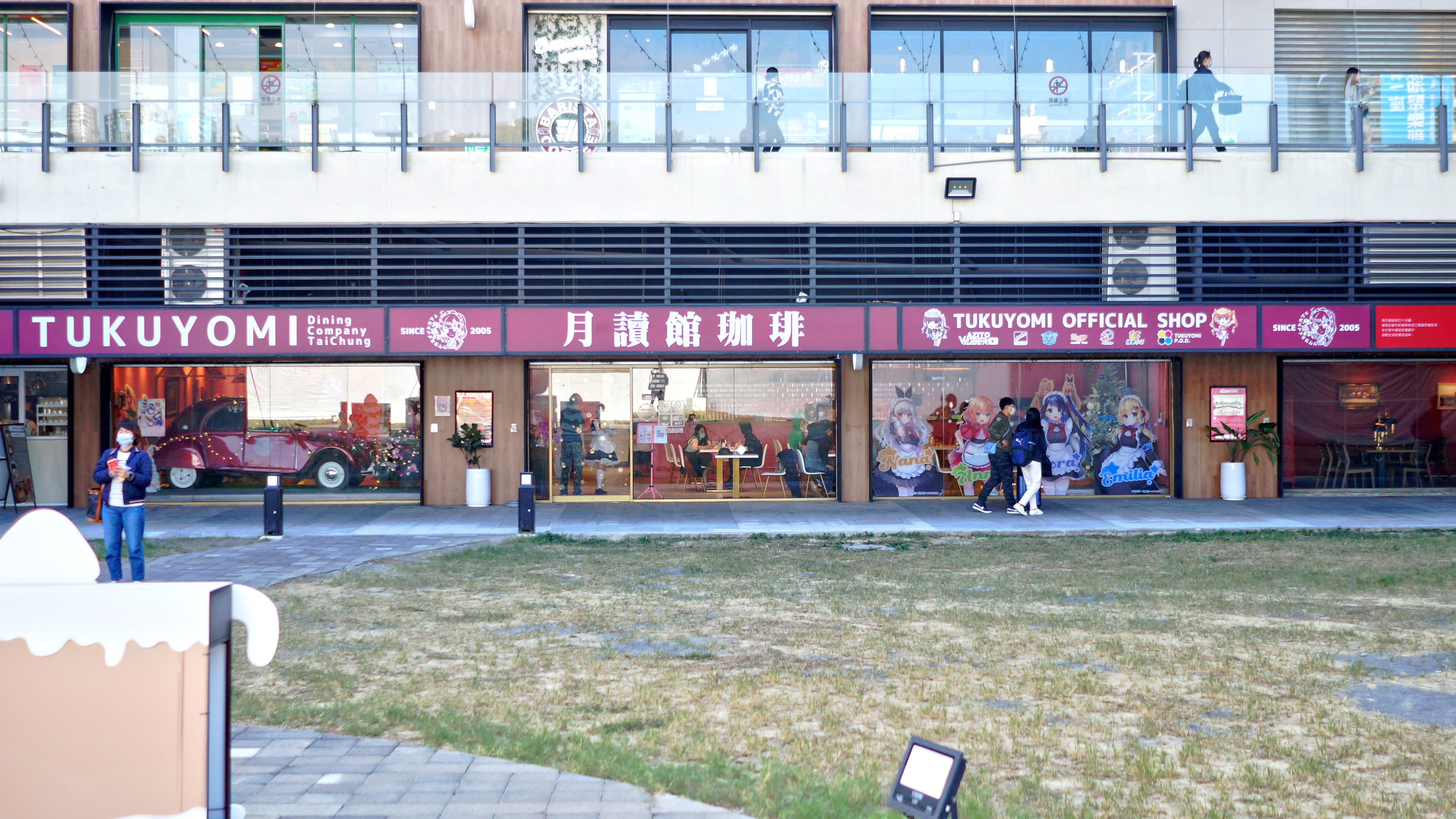
台中店

## 秋葉原店
1. お絵描き料理の写真
2. メイドさんの写真
3. チェキ（できたら日本語が書かれたもの）
4. ステージパフォーマンスの写真
5. その他イベント時のメイドさんの写真の画像提供をお願いします。（2024月11月）

月讀女僕咖啡はツクヨミメイドカフェとして日本の秋葉原にも1店舗を構えている。海外発のメイド喫茶が日本に出店するのは、同店が史上初であるという。
鄭はコロナ禍の際、日本人オーナーが運営する台北西門町のメイド喫茶の経営を譲渡されたが、コロナ禍の去った2023年に来日した際に同日本人オーナーに面会し、鄭からメイド喫茶の共同経営を提案して実現した。両名は2023年1月に日本で会社を設立し、2023年12月にはプレオープン、2024年1月にグランドオープンした。

### スタイル
ツクヨミメイドカフェは王道メイドカフェを標榜している。情報サイトのしらべぇによると、チャージ料なし・入場料なしのルールは秋葉原の新店では珍しく、10数年前主流だった古き良きメイドカフェを思い返させるという。秋葉原のコンセプトカフェを多数取材してきたしらべぇの記者は、「久しぶりに王道メイドカフェが秋葉原へ戻ってきたように感じた」と伝えた。
鄭は正統派の営業スタイルについて、「昔ながらのメイド喫茶・メイドカフェという業態が、今の秋葉原でどこまで受け入れるか。未知数なところもありましたが、ぜひ挑戦したいと思いました」としている。ツクヨミメイドカフェの店内は王宮をイメージさせるゴージャスな内装で、コスチュームはベーシックなメイドスタイル。

### 店員
2024年6月現在、10名以上のメイドスタッフが働いている。約半分は日本国籍で、残りは台湾と香港の出身者である。ワーキング・ホリデー、または留学生を積極的に採用し、最低でも1人は常に中国語を話せるメイドを配置している。「おいしくなーれ」「萌え萌えきゅん」は、台湾語でも対応可能。

### メニュー
鄭は秋葉原に出店するならば台湾の美味しい料理も楽しんでもらいたいとして、「台湾ご当地グルメ」を主力としたメニューを提供している。昨今の秋葉原のメイド喫茶は酒メインのガールズバー形式が多いが、それに対し鄭は、メイド喫茶は飲食店として成立していなければならず、ベースにきちんとした料理、飲み物、店内環境があるべきとして、キッチンを整備し、7割近い料理をすべて厨房で作っている。メニューには定番のお絵描きオムライスのほか、滷肉飯、牛肉麺、黒松沙士、肥宅快楽水などの台湾風の飲食物が提供される。肥宅快楽水はネーミングのユニークさもあり、ドリンクメニューの売上2位であるという。

### 客層
日本人の比率が最も高く、中華圏、韓国や欧米からも来客がある。3割ほどは女性客が占める。客単価は平均2,000円～2,500円程度。

### アイドルプロジェクト
台湾で先行しているツクヨミアイドルプロジェクトに続いて、2024年8月には日本でもアイドルオーディションの参加者を募集した。
2025年7月27日、9月に開催されるクロちゃん主催の大型フェス「クロフェス2025 6年目！クロフェスと結婚するしん！」にて東京都代表として「心動♡Moonbeam」が初選出が発表。

### 画像
- ビル入口の看板
- エレベータ前
- 排骨
- 皮蛋豆腐

## 関連資料
- 當女僕從職業變成商業 女僕的文化轉變與女僕餐廳的經營方向
- 從情緒勞動到表演勞動：臺北「女僕 喫茶（咖啡館）」之民族誌初探
- TKTV高雄都會台1030509-打狗週記-月讀女僕咖啡館1/2 - YouTube
- TKTV高雄都會台1030509-打狗週記-月讀女僕咖啡館2/2 - YouTube
- 高雄月讀女僕咖啡【中天娛樂台-生活萬事通節目】 - YouTube